# Castianeira xanthomela
Castianeira xanthomela là một loài nhện trong họ Corinnidae.
Loài này thuộc chi Castianeira. Castianeira xanthomela được Cândido Firmino de Mello-Leitão miêu tả năm 1941.